# Bomba de tubo

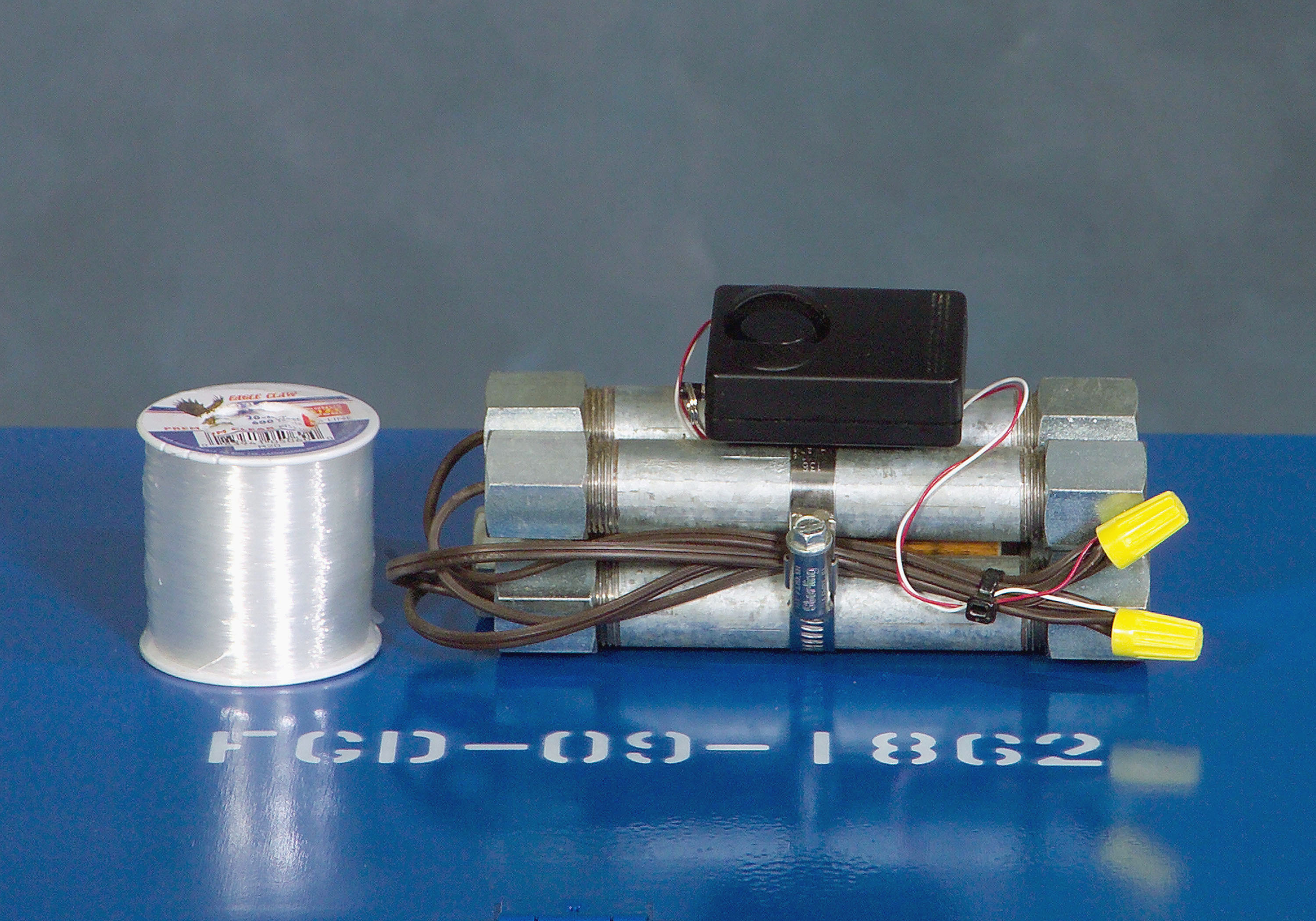
Una maqueta de bomba de tubería disparada por cable utilizada para entrenar al personal del servicio militar de EE. UU.

Una bomba de tubería es un dispositivo explosivo improvisado, que utiliza una sección de tubería herméticamente sellada llena de material explosivo. La contención proporcionada por la tubería significa que se pueden usar simples explosivos bajos para producir una explosión relativamente grande debido a que la contención causa una mayor presión, y la fragmentación de la tubería en sí misma crea metralla potencialmente letal. 
La detonación prematura es un peligro al intentar construir una bomba casera, y los materiales y métodos utilizados con las bombas de tubería hacen que los incidentes de detonación involuntarios sean comunes, lo que generalmente resulta en lesiones graves o la muerte del ensamblador. 
En muchos países, la fabricación o posesión de una bomba de tubería es un delito grave, independientemente de su uso previsto. 

## Diseño

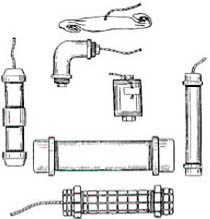
Diferentes apariencias de bombas de tubería, de un informe de concientización sobre bombas emitido por el Departamento de Estado de EE. UU.

La bomba suele ser una sección corta de tubería de agua hecha de acero que contiene la mezcla explosiva y se cierra en ambos extremos con tapas de acero o latón. Se inserta un detonador en la tubería con un cable que se extiende a través de un orificio en el lado o el extremo tapado de la tubería. El fusible puede ser eléctrico, con cables que conducen a un temporizador y una batería, o puede ser un fusible común. Todos los componentes son fácilmente obtenibles. 
En general, no se utilizan explosivos altos como TNT, porque estos y los detonadores que requieren son difíciles de obtener para usuarios no legítimos. Tales explosivos tampoco requieren la contención de una bomba de tubería. 
En cambio, se utiliza cualquier tipo de mezcla explosiva que el constructor pueda encontrar o hacer. Algunas de las mezclas explosivas utilizadas, como la pólvora, las cabezas de fósforos o las mezclas de clorato, son muy propensas a la ignición por la fricción y la electricidad estática generada al empacar el material dentro del tubo o unir las tapas de los extremos, causando muchas lesiones o muertes entre los constructores. A veces se agregan objetos afilados como clavos o vidrios rotos a la carcasa exterior o al interior de la bomba para aumentar el daño.

## Operación
Las bombas de tubería concentran la presión y la liberan repentinamente, a través de la falla de la carcasa exterior. Se pueden usar materiales plásticos, pero los metales suelen tener una resistencia al estallido mucho mayor y, por lo tanto, producirán más fuerza de conmoción. Por ejemplo  la tubería de acero forjado (25 mm) tiene una presión de trabajo típica de 1,010 psi (7.0 MPa), y una presión de ruptura de 8,090 psi (55.8 MPa), aunque el método de sellado de tuberías puede reducir significativamente la presión de ruptura. 
La tubería puede romperse de diferentes maneras, dependiendo de la tasa de aumento de presión y la ductilidad del material de la carcasa. 
- Si el aumento de la presión es lento, el metal puede deformarse hasta que las paredes se adelgacen y se forme un agujero, causando un fuerte informe de la liberación de gas, pero sin metralla.
- Un aumento rápido de la presión hará que el metal actúe como un cristal y se rompa en fragmentos, que son empujados hacia afuera en todas las direcciones por los gases en expansión.

## Modos de fracaso
Las bombas de tubería pueden no explotar si la acumulación de presión de gas es demasiado lenta o demasiado rápida, lo que provoca una purga a través del orificio de encendido del detonador. Un roscado insuficientemente apretado también puede purgar la presión de gas a través de los hilos más rápido de lo que puede aumentar la presión de reacción química. 
También pueden fallar si la tubería está completamente sellada y se dispara la reacción química, pero la acumulación de presión total de los productos químicos es insuficiente para exceder la resistencia de la carcasa; Dicha bomba es un fracaso, pero aún es potencialmente peligrosa si se maneja, ya que un choque externo podría provocar la ruptura de la carcasa estáticamente presurizada.

## Distancias mínimas de evacuación
Si se sospecha algún tipo de bomba, las recomendaciones típicas son mantener a todas las personas a una distancia mínima de evacuación hasta que llegue el personal autorizado de eliminación de bombas. Para una bomba de tubería, el Departamento de Seguridad Nacional de los Estados Unidos recomienda un mínimo de 21 m (69 pies) y una distancia preferida de 366 m (1.201 pies).

## Usos
Las bombas de tubo son, por naturaleza, armas improvisadas y, por lo general, son utilizadas por quienes no tienen acceso a dispositivos militares como granadas. Fueron utilizados con éxito en la guerra civil española (1936-1939). Durante la Segunda Guerra Mundial, los miembros de la Guardia Nacional Británica fueron entrenados para fabricarlos y usarlos.
En Irlanda del Norte, ha habido cientos de ataques con bombas de tubería desde mediados de la década de 1990 (hacia el final de los "Problemas"). La mayoría de los ataques han sido lanzados por paramilitares leales opuestos al alto el fuego de 1994, especialmente los Defensores de la Mano Roja (RHD) y los Voluntarios de Orange (OV). Sin embargo, también han sido utilizados por paramilitares republicanos irlandeses y por el grupo de vigilancia antidrogas Acción Republicana contra las Drogas (RAAD). También se usan ampliamente en el sur de Irlanda por delincuentes enemigos, incluidos los traficantes de drogas, principalmente en la ciudad capital de Dublín. 
Además de usuarios como delincuentes, paramilitares y milicias, también tienen una larga tradición de uso recreativo para diversión o travesuras sin intención de causar lesiones a nadie, pero debido a los peligros de ignición prematura y de metralla, las bombas de tubería son mucho más peligroso que otras alternativas, como bombas de hielo seco o pistolas de clavos. 

### Incidentes notables

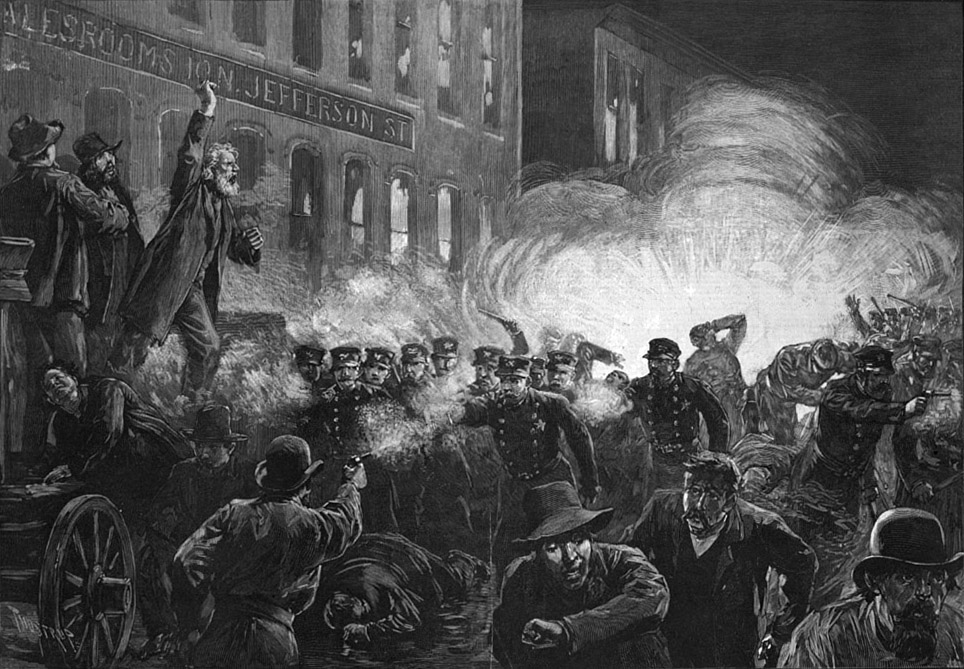
Este grabado de 1886 fue la imagen más reproducida de los disturbios de Haymarket. De manera inexacta, muestra a Fielden hablando, la bomba explotando y los disturbios comienzan simultáneamente.

- El 4 de mayo de 1886, se arrojó una bomba de tubería durante un mitin en Haymarket Square en Chicago, Illinois, Estados Unidos.[6] Llegó a una línea policial y explotó, matando al policía Mathias J. Degan. La bomba estaba hecha de tubería de gas llena de dinamita y tapada en ambos extremos con bloques de madera.
- Desde agosto de 1977 hasta noviembre de 1977, Allan Steen Kristensen plantó varias bombas en Copenhague, Dinamarca hiriendo a 5 pero sin matar a nadie.

- En 1985, el activista antidiscriminatorio palestino-estadounidense Alex Odeh fue asesinado en California por una bomba de tubo. Se sospecha que los activistas de la Liga de Defensa Judía son los atacantes.[7][8]
- El 16 de diciembre de 1989, el juez federal Robert Vance fue asesinado en su casa en Mountain Brook, Alabama, cuando abrió un paquete que contenía una bomba de tubería enviada por Walter Leroy Moody en Mountain Brook, Alabama.
- El 27 de julio de 1996, Eric Rudolph usó una bomba de tubería en el bombardeo del Centennial Olympic Park durante los Juegos Olímpicos de Verano de 1996 en Atlanta, Georgia, Estados Unidos. Mató a dos personas e hirió a 111.[9]
- Durante la preparación de la Masacre de la Preparatoria Columbine, Eric Harris y Dylan Klebold habían experimentado con bombas de tubería. Durante sus pruebas y experimentación, Eric Harris había publicado sus resultados en su sitio web. Durante la masacre, Eric y Dylan habían usado sus bombas de tubo como granadas de mano improvisadas, junto con otras bombas que habían fabricado crudamente.
- El 11 de diciembre de 2010, un terrorista suicida detonó una de las seis bombas de tubería cerca de un importante distrito comercial en Estocolmo, Suecia, y se suicidó sin otras víctimas en lo que se conoce como los bombardeos de Estocolmo en 2010.[10]
- En octubre de 2018, se enviaron múltiples bombas de tubería sin dispositivos de activación[11] a varias figuras liberales y políticas en los Estados Unidos. Los destinatarios incluyeron al activista político e inversor George Soros, la ex secretaria de Estado Hillary Clinton, el expresidente Barack Obama, el exdirector de la CIA John Brennan y el exfiscal general Eric Holder.[12][13]